# Гаштовти

варіант гербу Абданк

Гаштовти або Ґаштовти; також Гоштовти (лит. Goštautai, пол. Gasztołdowie) — боярський рід у Великому князівстві Литовському, потім шляхетський гербу Абданк. Представники роду мали важливі державні посади у Великому князівстві Литовському, володіли значними маєтками у тодішньому ВКЛ.

## Представники
- Петро — староста
  - Андрій — син Петра
    - Талівой
    - Петро
    - Іван (Івашко, Ян)
      - Войтех
      - Мартин
        - Ольбрахт
          - Станіслав — перший чоловік майбутньої королеви Барбари Радзивілл

      - ймовірно, Юрій
      - Марія — дружина київського князя Семена Олельковича (єдина донька[4]).
      - Олександра.

За версією Каспера Несецького, синів у Івана (Яна) було двоє:
- Андрій — маршалок литовський в 1442 р.
- Станіслав — каштелян троцький, староста жмудський.[5]

За даними Владислава Семковіча, після смерті старости Вельони Гастольда його нащадки перенеслись в околиці Геранен (Ошмянський повіт). В процесі 1404 року щодо кордону між Жмуддю та Курляндією свідки-пруси дали покази, що коли 40 років перед тим тевтонці взяли Вельону, там було 3 старости ВКЛ, одним з яких був Гавстод (пол. Gawstod); їх нащадки перенеслись під Кульве (пол. Kulwę) коло Вількомиру. Тевтонські джерела з 1380-х згадують про двір Гастольда нім. Gastowtendorf «in Gebiete zu Geranenen». Тобто знаходився біля Мурованих Геранен (по сусідству з Старими, чи Субольниками, де був двір віленського воєводи Монивида). Наприкінці XIV ст. мали якусь посесію у Вільному, де інші литовські бояри мали ґрунти, деякі (Монивид) — дворища.